# Adonis Diaz
Adonis Diaz (9 maggio 1996) è un judoka statunitense.

## Palmarès
- Campionati panamericani

San Josè 2013: argento nei -60kg.
Panama 2017: bronzo nei -60kg.
San Josè 2018: bronzo nei -60kg.